# Вера Йоурова
Вера Йоурова (на чешки: Věra Jourová) е чешки политик от Чешката социалдемократическа партия (до 2011) и партията Акция на недоволните граждани (от 2011).
Родена е на 18 август 1964 година в Тршебич и завършва право в Карловия университет, след което работи в общината на родния си град и в администрацията на Височински край. От 2003 година е заместник-министър на регионалното развитие и през 2006 година е обвинена в корупция, но по-късно обвиненията са оттеглени. След 2011 година се включва в новосъздадената партия Акция на недоволните граждани и от 2013 година е неин заместник-председател. От януари до октомври 2014 година е министър на регионалното развитие в кабинета на Бохуслав Соботка.
От 1 ноември 2014 до 1 декември 2019 година Йоурова е европейски комисар за правосъдието, потребителите и равенството между половете в комисията „Юнкер“. След това става заместник-председател с ресор „Ценности и прозрачност“ в Комисията „Фон дер Лайен“.